# ینس یورگن تورسن
ینس یورگن تورسن (دانمارکی: Jens Jørgen Thorsen؛ ‏ ۲ فوریهٔ ۱۹۳۲ – ۱۵ نوامبر ۲۰۰۰) یک فیلم‌نامه‌نویس، نقاش، هنرپیشه، کارگردان فیلم، تهیه‌کننده فیلم و تدوین‌گر اهل دانمارک بود.
از فیلم‌ها یا برنامه‌های تلویزیونی که وی در آن نقش داشته‌است می‌توان به گرگ پشت در و روزهای آرام در کلیشی اشاره کرد.
وی همچنین برندهٔ جوایزی همچون جایزه روبرت شده‌است.